# Centothecoideae
Centothecoideae Soderstrom é uma subfamília da família Poaceae (Gramineae).

## Classificação das Centothecoideae

### *Referência:DELTA: L.Watson e  M.J.Dallwitz
| Tribo        | Gêneros |
| ------------ | --- |
| Centotheceae | Bromuniola - Calderonella - Centotheca - Chasmanthium - Chevalierella - Gouldochloa -Lophatherum - Megastachya - Orthoclada - Pohlidium - Zeugites - |

### *Referência:GRIN Taxonomy for Plants USDA
| Tribos         | Gêneros |
| -------------- | --- |
| Centotheceae   | Bromuniola - Calderonella - Centotheca - Chasmanthium - Chevalierella - Lophatherum - Megastachya - Orthoclada - Pohlidium - Zeugites |
| Thysanolaeneae | Thysanolaena |

### *Referência:Taxonomy Browser NCBI
| Tribos                         | Gêneros                                                        |
| ------------------------------ | -------------------------------------------------------------- |
| Centotheceae                   | Calderonella, Centotheca, Lophatherum, Megastachya, Orthoclada |
| Chasmanthieae                  | Bromuniola, Chasmanthium                                       |
| Thysanolaeneae                 | Thysanolaena                                                   |
| Zeugiteae                      | Pohlidium, Zeugites                                            |
| Centothecoideae incertae sedis | Danthoniopsis                                                  |